# Isocyamus delphini
Isocyamus delphini är en kräftdjursart som först beskrevs av Guerin-meneville 1836.  Isocyamus delphini ingår i släktet Isocyamus och familjen vallöss. Inga underarter finns listade i Catalogue of Life.